# Nades
Nades – miejscowość i gmina we Francji, w regionie Owernia-Rodan-Alpy, w departamencie Allier.

## Demografia
Według danych na rok 1990 gminę zamieszkiwało 108 osób, a gęstość zaludnienia wynosiła 13 osób/km². W styczniu 2015 r. Nades zamieszkiwało 148 osób, przy gęstości zaludnienia wynoszącej 17,8 osób/km².